# 1497 w polityce

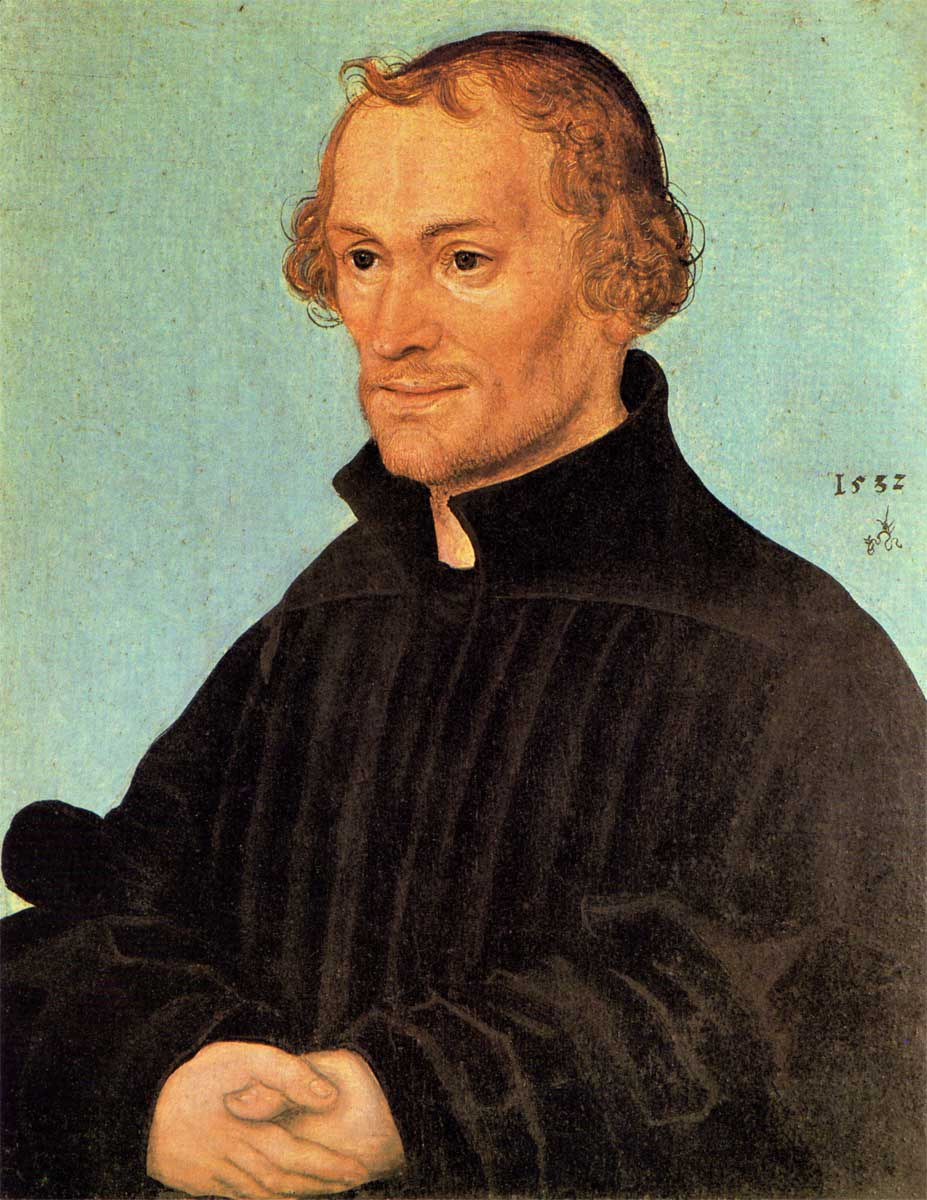
Filip Melanchton

Wydarzenia polityczne w 1497 roku.

## Wydarzenia
- 5 czerwca - wyrokiem Sądu Kameralnego Rzeszy (Reichskemmergericht) miasta Gdańsk i Elbląg zostają skazane na banicję[1].
- 26 października Bitwa pod Koźminem. Klęska armii polskiej pod dowództwem króla Jana Olbrachta[2].

## Urodzili się
- 16 lutego Filip Melanchton, niemiecki reformator religijny[3].
- 16 kwietnia Motonari Mōri, japoński arystokrata[4].

## Zmarli
- 7 listopada Filip II Sabaudzki[5].
- Robert Morton, angielski biskup[6].